# 1991年ポルトガル議会選挙

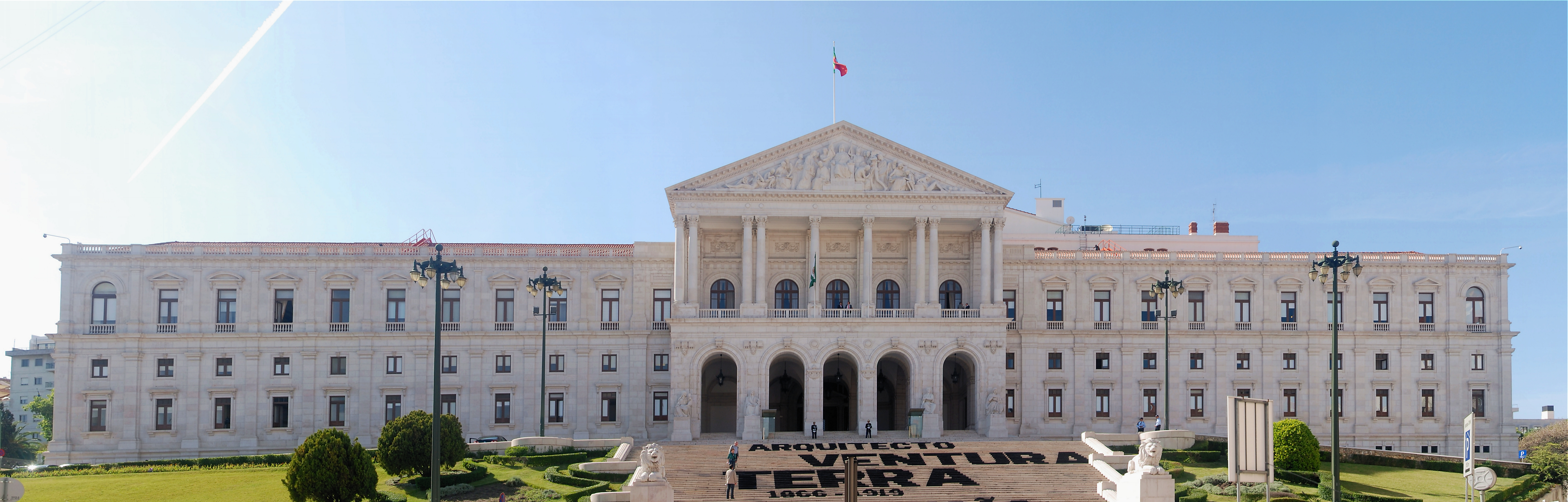
共和国議会議事堂（サン・ベント宮殿）

1991年ポルトガル議会選挙（1991ねんぽるとがるぎかいせんきょ、ポルトガル語：Eleições legislativas portuguesas de 1991）は、ポルトガル共和国の立法府である共和国議会（Assembleia da República）を構成する議員を選出するため、1991年10月6日に行われた選挙である。

## 概要
共和国議会議員の任期満了に伴って行われた選挙で、アニーバル・カヴァコ・シルヴァ首相が率いるPSDが同政権4年間で平均経済成長率4.5％、失業率5％以下という安定性を実現したことを強調、与党の絶対多数による安定した政権運営を訴えたのに対し、PSやCDUはPSD政権4年間で貧富の格差が拡大したことを訴える構図となったが、終始PSDが優位に立った。なお今回の選挙より定数は20議席削減された。

## 制度
- 議会定数：230議席・・・前回（1987年）より20議席削減
- 選挙制度[1]：比例代表制（拘束名簿式）
  - 有権者は政党に投票
  - 選挙区毎にドント式で各政党に比例配分
  - 議席阻止条項は無し
- 選挙区[2]：22選挙区（2～48名）
  - ポルトガル本土：18選挙区
  - アゾレス諸島：1選挙区
  - マデイラ諸島：1選挙区
  - 国外欧州内選挙区：1選挙区
  - 国外欧州外選挙区：1選挙区
- 有権者：選挙権と被選挙権は共に18歳以上のポルトガル国民

## 選挙結果
- 投票日：1991年10月6日
- 有権者数：8,462,357名[3]

| 党派                  | 得票数     | 得票率     | 議席数 |
| --------------------- | ---------- | ---------- | ------ |
| 社会民主党（PPD/PSD） | 2,902,351  | 50.60      | 135    |
| 社会党（PS）          | 1,670,758  | 29.13      | 72     |
| 統一民主同盟（CDU）   | 504,583    | 8.80       | 17     |
| 民主社会中道（CDS）   | 254,317    | 4.43       | 5      |
| 国民連帯党（PSN）     | 96,096     | 1,68       | 1      |
| その他の政党          | 196,654    | 3.44       | 0      |
| 白票                  | 47,652     | 0.83       | ―      |
| 無効票                | 63,020     | 1.10       | ―      |
| 合計                  | 5,735,431  |            | 230    |
| 男性当選者            | 男性当選者 | 男性当選者 | (210)  |
| 女性当選者            | 女性当選者 | 女性当選者 | (20)   |

- 投票率：67.78％
- 出典
  - CNE - Documentos com várias informações sobre as eleições legislativas portuguesas de 1991
  - PORTUGAL Parliamentary elections Assembleia da Republica,1991（IPU）

選挙の結果、与党PSDが前回並みの得票を維持し目標としていた単独過半数議席を得る事に成功した。一方のPSも前回より得票を7％余り増やし、議席を大幅に増やして躍進した。これに対してPCPを中核とするCDUは得票で初めて10％を下回り、議席も半分程度に落ち込む敗北を喫した。これは未遂に終わった同年8月のソ連8月クーデターに対しPCP執行部が支持を表明したことが国民の強い反発を招いたもので、同党の伝統的地盤であるアレンテージョ地方でも支持を減らす結果となった。右派政党のCDSは前回並みの結果を維持したが、PSDの過半数を阻止出来なかった責任を取る形でド・アマラル党首が辞任した。また、アントニオ・エアネス前大統領の民主刷新党（PRD）は彼自身が現政権への支持を呼びかけたこともあり、1％未満しか得票できず議会における議席を失った。
PSDが勝利した要因は、政治的安定と自由経済導入による経済発展が成功したことに依るもので、1989年4月以降の国営企業民営化による収入、1986年の欧州共同体（EC）加盟による構造改革助成金、原油安も政府の経済運営に大きく貢献した。